# Andinagrion garrisoni
Andinagrion garrisoni är en trollsländeart som beskrevs av Von Ellenrieder och Muzon 2006. Andinagrion garrisoni ingår i släktet Andinagrion och familjen dammflicksländor. IUCN kategoriserar arten globalt som nära hotad. Inga underarter finns listade i Catalogue of Life.